# Football League Third Division 1967/1968
Football League Third Division 1967/68 byla 69. kompletním ročníkem 3. nejvyšší anglické fotbalové soutěže.
Vítězem se stal a postup si zajistil tým Oxford United FC. Dalším postupujícím byl druhý tým Bury FC. Sestoupily poslední čtyři týmy Mansfield Town FC, Grimsby Town FC, Colchester United FC a Scunthorpe United FC.

## Konečná tabulka
Z = odehrané zápasy; V = výhry; R = remízy; P = prohry; GD = dané goly; GI = inkasované goly; Bod = počet bodů

P = postup do Football League Second Division 1968/69, S = sestup do Football League Fourth Division 1968/69, 